# Antlers
Antlers – miejscowość w Stanach Zjednoczonych, w stanie Oklahoma, w hrabstwie Ottawa, położona na południowym brzegu rzeki Kiamichi.